# Autostrada D73 (Słowacja)
Autostrada D73 (słow. diaľnica D73) – była planowana autostrada na terenie Słowacji i Czechosłowacji. Miała ona połączyć Preszów (D1) z granicą słowacko-polską w miejscowości Vyšný Komárnik. Oznaczenie przestało istnieć w 1999 roku wraz ze zmianą numeracji autostrad na Słowacji. W jej miejscu powstanie odcinek drogi ekspresowej R4 na całej długości nieistniejącej autostrady.

Planowana sieć autostrad w Czechosłowacji (1963). Na części słowackiej orientacyjny przebieg D73

## Przebieg
- Preszów (D1)
- Vyšný Komárnik (granica słowacko-polska)